# MAC-спуфинг
MAC-спуфинг (от англ. spoof — мистификация) — метод изменения MAC-адреса сетевого устройства, позволяющий обойти список контроля доступа к серверам, маршрутизаторам, либо скрыть компьютер, что может нарушить работоспособность сети.

## Применение
В основном используется хакерами для атак (передачи и сбора информации, получения паролей) и для тестирования сети. Частое применение этот способ находит в сетях Wi-Fi в два этапа: слушается сетевой трафик и выделяются MAC-адреса, после этого происходит непосредственно смена MAC-адреса.
Способ может применяться:
- при наличии в одной сети компьютеров с одинаковыми MAC-адресами;
- в случае привязки на старый MAC-адрес информации, программ, оборудования;
- при ограниченном провайдером количестве подключений, если имеется несколько компьютеров (при этом предварительно следует получить согласие провайдера, в противном случае смена MAC-адреса может быть расценена как хакерская атака);
- при испытании инструментов управления сетью.

Многие системы тестирования безопасности, сканеры, снифферы и прочие сетевые утилиты в качестве дополнения поддерживают функцию спуфинга.

## Программы
- SMAC[1]
- Mac MakeUp[2]
- SING
- Spectre
- Ifconfig
- macchanger